# Hendrik Pierson
Hendrik Pierson (Amsterdam, 10 juni 1834 - Groningen, 7 augustus 1923) was een Nederlandse predikant, president-directeur van de Heldring-gestichten en voorname vertegenwoordiger van de inwendige zending in Nederland.

## Levensloop
Het leven van Hendrik Pierson, lid van de familie Pierson en zoon van de koopman Jan Lodewijk Gregory Pierson en de schrijfster Ida Oyens (lid van de familie Oijens), stond in het teken van het Réveil. Pierson studeerde godgeleerdheid aan de Universiteit van Utrecht. In 1857 werd hij predikant in Heinenoord. Twaalf jaar later werd hij dominee in 's-Hertogenbosch. Naast zijn predikantschap schreef hij ook een aantal boeken en theologische tijdschriften, zoals het Theologisch Tijdschrift, Stemmen voor waarheid en vrede, Nieuw en Oud en Magdalena. Verder gaf hij ook preken uit. In 1876 werd hij in Zetten directeur van de Heldring-gestichten, een opvang voor „gevallen vrouwen” (prostituees, ongehuwde moeders e.d.). Volgens het Réveil konden „boetvaardige gevallen vrouwen” gered worden door kennismaking met het evangelie. Men ving in de opvanghuizen ook meisjes op die het slachtoffer waren van een verwaarloosde opvoeding of zelfs door hun ouders verstoten en in 1882 verrees het Magdalenahuis voor ongehuwde moeders.
Door zijn werk voor de Heldring-gestichten kwam hij in contact met de vrouwenbeweging. Onder invloed van Josephine Butler, de internationale leidster van het abolitionisme, richtte hij in 1879 de Nederlandsche Vereeniging tegen de Prostitutie (NVP) op. Hierin was slechts plaats voor mannen. In 1884 werd de Nederlandsche Vrouwenbond tot Verhooging van het Zedelijk Bewustzijn opgericht, waarmee protestantse vrouwen een rol kregen in de strijd tegen prostitutie. In 1888 was Pierson mede-oprichter van de Middernachtzending-Vereeniging, waarvan de leden mannelijke bordeelbezoekers op hun gedrag aanspraken. Dit leidde vaak tot fysieke gevechten. Pierson beschouwde de zendelingen dan ook als "de soldaten van het zedelijkheidsleger van de NVP".
Pierson had veel contacten in de politiek, waardoor hij prostitutie op de politieke agenda wist te krijgen. In 1889 werkte hij samen met premier Æneas Mackay om toe te werken naar een verbod. Dit kwam er uiteindelijk in 1911, als onderdeel van de Zedelijkheidswet van het confessionele Kabinet-Heemskerk. 
In 's-Hertogenbosch en Zetten zijn er scholengemeenschappen naar hem vernoemd. In 's-Hertogenbosch is dit het ds. Pierson College.

## De Bossche schoolkwestie
Het geschrift De Bossche schoolkwestie is een uitwerking van een eerdere bijdrage in Stemmen voor waarheid en vrede. De directe aanleiding van het geschrift is een volgens Pierson ondeugdelijk verlopen aanstellingsprocedure van een rooms-katholieke hoofdonderwijzer aan een openbare school. Pierson stelt dat het college van burgemeesters en wethouders - dat over de benoeming van de hoofdonderwijzers ging - en de protestanten in 's-Hertogenbosch zich onterecht beriepen op het beginsel van neutraliteit, terwijl in de praktijk de rooms-katholieken hun invloed zouden uitbreiden. Volgens Pierson stond hierdoor de deugdelijkheid van het onderwijs, alsook de vrijheid van geheel Nederland op het spel. De Bossche schoolkwestie is een pamflet geschreven met het doel om gelden in te zamelen, teneinde een eigen protestants-christelijke school op te richten. Het pamflet is mede ondertekend door Alexander de Savornin Lohman als deel van het bestuur der "Vereeniging tot oprichting eener Protestantsche school te 's Hertogenbosch".
Pierson plaatst zijn persoonlijke standpunten in deze kwestie binnen de ethische theologie van Daniël Chantepie de la Saussaye. De kern hiervan is volgens Pierson het recht van de mens om waarachtig te kunnen handelen zowel in de private als de publieke sfeer.
De vier betrokken hoofdonderwijzers in deze kwestie geven in een open brief een reactie op Pierson. Uit dit geschrift blijkt dat Pierson ten tijde van De Bossche schoolkwestie zelf twee kinderen heeft zitten op een van de betrokken openbare scholen.

## Familie
Hendrik Pierson was een broer van:
- Allard Pierson, historicus, predikant, taalkundige en theoloog
- Nicolaas Pierson, bankier, econoom, minister en premier

Hendrik Pierson was getrouwd met Hermine Kolff (1833-1870), die hem twee dochters en vier zoons schonk. Zijn tweede huwelijk met Petronella Oyens (1834-1907), een nicht, bleef kinderloos.